# Sílvia Planas i Marcé
Sílvia Planas i Marcé (Camprodon, 31 de juliol de 1965) és una historiadora catalana especialista en història jueva medieval i en història de les dones jueves de la Catalunya medieval. És llicenciada en Història Medieval per la Universitat de Barcelona i doctora per la Universitat de Tolosa-. És també directora del Museu d'Història dels Jueus des de 2004 i del Museu d'Història de Girona des de 2013.

## Trajectòria
Va iniciar la seva tasca professional com a investigadora de la història jueva de la ciutat a l'Arxiu Municipal de Girona, el juliol de 1990. Des de 1997 és directora de l'Institut d'Estudis Nahmànides. Va formar part del grup d'elaboració i redacció del projecte museològic i museogràfic (1990-2003) del Museu d'Història dels Jueus, del que n'és directora des del mes de febrer de 2004. El 2002 va formar part del comissariat de l'exposició «La Catalunya Jueva», realitzada pel Museu d'Història de Catalunya, a Barcelona. Ha impartit diversos cursos i conferències sobre història de la Catalunya i de la Girona jueves, tant en l'àmbit nacional com internacional.
Des del 2016 forma part del grup de recerca Museus i Gènere de la Xarxa de Museus d'Història i Monuments de Catalunya, que treballa per aplicar la mirada feminista i de gènere en l'àmbit de la museologia.
Es autora de llibres i articles sobre història jueva medieval, entre els quals destaquen Filles de Sara, dones jueves de la Catalunya medieval (CCG Edicions, 2001) i Història de la Catalunya Jueva, escrit conjuntament amb Manuel Forcano (Àmbit Editorial i Ajuntament de Girona, 2010). El 2011 va obtenir el títol de Màster en Gestió del Patrimoni Cultural en Àmbit Local, a la Universitat de Girona.
Convençuda que cal reescriure la història per incorporar-hi l'acció i presència de les dones, Sílvia Planas treballa activament en aquest sentit des dels dos museus que dirigeix per aplicar la mirada de gènere al discurs museístic dels dos centres i a les activitats que s'hi organitzen.